# Jugoslávie na Letních olympijských hrách 1960
Jugoslávii na Letních olympijských hrách 1960 v italském Římě reprezentovalo 116 sportovců, z toho 107 mužů a 9 žen ve 14 sportech.

## Medailisté
| Medaile | Jméno | Sport  | Disciplína                 |
| ------- | --- | ------ | -------------------------- |
| Zlato   | Andrija Anković Vladimir Durković Milan Galić Fahrudin Jusufi Tomislav Knez Bora Kostić Aleksandar Kozlina Dusan Maravić Željko Matuš Željko Perušić Novak Roganović Velimir Sombolac Milutin Šoškić Silvester Takač Blagoje Vidinić Ante Žanetić | Fotbal | Turnaj mužů                |
| Stříbro | Branislav Martinović | Zápas  | muži řecko-římský do 67 kg |